# Швеція на літніх Олімпійських іграх 1968
Швеція брала участь у Літніх Олімпійських іграх 1968 року у Мехіко (Мексика) уп'ятнадцяте за свою історію, і завоювала дві золоті, одну срібну і одну бронзову медалі. Збірну країни представляли 98 спортсменів серед яких 14 жінок.

## Золото
- П'ятиборство, чоловіки — Бйорн Ферм.
- Вітрильний спорт, чоловіки — Юрген Сундулін, Петер Сундулін та Ульф Сундулін.

## Срібло
- Велоспорт, чоловіки — Томас Петтерсон, Ерік Петтурсон, Gösta Pettersson та Sture Pettersson.

## Бронза
- Велоспорт, чоловіки — Gösta Pettersson.